# 舞台も踊る大捜査線 ザッツ!! スリーアミーゴス
舞台も踊る大捜査線 ザッツ!! スリーアミーゴス（ぶたいもおどるだいそうさせん ザッツ!! スリーアミーゴス）は、2003年8月15日より8月17日の3日間フジテレビ『お台場冒険王』のイベントの一環として、合計5回上演された踊る大捜査線シリーズ初の舞台劇。
神田署長らスリーアミーゴスによる舞台劇だけでなく、毎回違うゲストによるトークショーも行われた。
また、2004年6月30日には、千秋楽の舞台を収録したDVDが株式会社ポニーキャニオンより発売された。

## ストーリー
舞台は『踊る大捜査線 THE MOVIE 2』における、連続殺人事件解決後の湾岸署3階署長室。

女性巡査長との不倫の件で神田署長が減俸処分となったが、連帯責任という形で秋山と袴田健吾刑事課長まで同様の処分となってしまった。

落ち込むふたりにそれぞれ栄転の話が持ち上がり、これで署長の面倒を見ないで済むと喜ぶが…。
※ 本編の時間的な位置は『踊る大捜査線 THE MOVIE 2 レインボーブリッジを封鎖せよ!』の後日談と捉われているが、劇中に森下の口から「青島は事件解決の表彰式に出るための衣装を何にしようか悩んでいる」というセリフが存在する為、まだ式は開かれていない事になる。この事から、この舞台劇は『THE MOVIE 2』の事件解決後から同作の終了間際の警視総監章授与式のシーンまでの間の話という事になる。また、同セリフによると青島は当初は式に出席するつもりだったらしい。

## キャスト
- 神田署長（北村総一朗）
- 秋山副署長（斉藤暁）
- 袴田健吾（小野武彦）
- 緒方薫（甲本雅裕）
- 森下孝治（遠山俊也）

## ハイパーリンク
今作品は舞台劇だが踊る大捜査線のスタッフが多く関わっている為か同シリーズの特色である、意図的に入れた他作品との共通点が数多く見受けられる。
- 署長室（舞台）の後ろに飾られている小道具の中に、踊る大捜査線 THE MOVIEで犯人達一味にとらわれた和久が青島を呼ぶ為に使ったレインボースモークボール（打つと色の付いた煙を出しながら飛んでいくゴルフボール）が置かれている。この他にも、陶芸大会の賞状（歳末特別警戒スペシャルからのリンク）、プロジェクトK（深夜も踊る大捜査線 湾岸署史上最悪の3人!からのリンク）などが見られる。
- 劇中廊下の様子や、トークショー時に使われた文字を映し出すモニターの下部に『C.A.R.A.S』の文字が確認できる。これは、踊る大捜査線 THE MOVIE 2 レインボーブリッジを封鎖せよ!に出てきた監視カメラシステムと同型。
- 劇中に出演した亀山千広プロデューサーに出されたのはレインボーせんべい、亀山氏が持ってきたお土産はレインボー最中。どちらも踊る大捜査線の中に出てきた架空のお菓子（現在はフジテレビ内などで販売されている）。
- 袴田課長が持ってきた書類の中に、レインボーブリッジを無断で封鎖した事による各省庁への報告書類がある事が同人のセリフにより確認できる。THE MOVIE 2劇中で青島やSAT等によって交通が止められたことによるお咎めだと思われる。
- 署長室内の壁に、刑事課内に貼られていた『刑事警察スローガン』がある。また、窓の横にかけられている湾岸署の正面写真は、刑事課の応接室にかけられている写真と同アングル。

## 関連商品

### 書籍
- シナリオ集
  - 踊る大捜査線THE MOVIE 2レインボーブリッジを封鎖せよ!シナリオガイドブック（キネマ旬報社キネ旬ムック 2003年9月16日）ISBN 4873766028

舞台も踊る大捜査線のシナリオを収録

### VHS
- 舞台も踊る大捜査線 ザッツ!! スリーアミーゴス （ポニーキャニオン、2004年6月30日）

### DVD
- 舞台も踊る大捜査線 ザッツ!! スリーアミーゴス （ポニーキャニオン、2004年6月30日）